# 光明思想社
光明思想社（こうみょうしそうしゃ）は、東京都台東区にある、生長の家本流運動・谷口雅春先生を学ぶ会系列の出版社。

## 沿革
- 2008年6月24日、日本教文社元社員の白水春人が創立

## 主な刊行物

### 雑誌
- 『谷口雅春先生を学ぶ』 - 月刊誌

### 書籍
- 『古事記と日本国の世界的使命』(谷口雅春著、財団法人生長の家社会事業団谷口雅春著作編纂委員会・責任編集、2008年9月27日）[1]
- 『人生の鍵シリーズ』

## 所在地
東京都台東区台東1丁目9-4